# Труффальдино из Бергамо
«Труффальди́но из Берга́мо» — советский двухсерийный художественный телефильм, музыкальная комедия режиссёра Владимира Воробьёва, снятая на киностудии «Ленфильм» в 1976 году. Экранизация пьесы Карло Гольдони «Слуга двух господ» (1749), написанной по канонам комедии дель арте. Телевизионная премьера состоялась 27 августа 1977 года. В фильме используется перевод Михаила Гальперина.

## Сюжет
Действие происходит в Венеции XVIII века. Жизнерадостный и весёлый плут Труффальдино, сбежавший из бедного Бергамо в богатую Венецию, нанимается слугой к одному синьору по имени Федерико Распони, который на самом деле является переодетой девушкой Беатриче, сестрой Федерико. Она под видом своего покойного брата пытается разыскать своего возлюбленного Флориндо Аретузи, который по ошибке был обвинён в убийстве Федерико на дуэли и поэтому бежал в Венецию.
Замаскированная Беатриче приходит в дом венецианского купца Панталоне, где все уверены в том, что синьор Распони умер. Именно это и объясняют бедняге Труффальдино, который по традиции первым поднялся в дом, чтобы объявить о визите хозяина. После этого визита, пока новый хозяин был занят делами, Труффальдино услужил ещё одному синьору и также нанялся к нему слугой. Однако вслед за этим возвращается первый хозяин, поселившийся в этой же гостинице, у Бригеллы, и Труффальдино решает служить обоим, чтобы получать двойное жалование. Вторым хозяином оказывается тот самый Флориндо.
Некоторое время, больше за счёт своей удачливости, чем находчивости, Труффальдино успешно служит обоим господам, попадая в комические ситуации (например, когда его попросили позвать хозяина, он позвал не того, кого надо было) и с ловкостью выходя из них. Беатриче (под именем Федерико) приходится делать вид, что она настаивает на свадьбе с Клариче, дочерью старого Панталоне, помолвленной с покойным Федерико. Но последняя любит Сильвио, сына доктора Ломбарди, которого приезд самозваного жениха лишает надежд на руку Клариче. Однако Сильвио не намерен уступать, из-за чего между ним и Беатриче даже происходит дуэль, в которой девушка одерживает победу с маленькой помощью Труффальдино. 
В итоге всё кончается благополучно: Беатриче воссоединяется с Флориндо, Клариче выходит за Сильвио, и даже Труффальдино находит себе жену — Смеральдину, служанку в доме Панталоне.

## В ролях
- Константин Райкин — Труффальдино, жених Смеральдины, слуга Беатриче и Флориндо, родом из Бергамо (вокал — Михаил Боярский)
- Наталья Гундарева — Смеральдина, невеста Труффальдино, служанка в доме Панталоне (вокал — Елена Дриацкая)
- Валентина Кособуцкая — Беатриче Распони, сестра Федерико Распони, невеста Флориндо, беглянка из Турина
- Виктор Костецкий — Флориндо Аретузи, жених Беатриче, беглец из Турина
- Елена Дриацкая — Клариче, дочь Панталоне, невеста Сильвио
- Виктор Кривонос — Сильвио, сын доктора Ломбарди, жених Клариче
- Лев Петропавловский — Панталоне, отец Клариче, венецианский банкир
- Игорь Соркин — доктор Ломбарди, отец Сильвио
- Александр Березняк — Бригелла, друг Беатриче и Федерико Распони, хозяин гостиницы
- Евгений Тиличеев — капитан гвардейцев
- Борис Смолкин — усатый разбойник / гвардеец
- Ия Нинидзе — девушка на балконе
- Гликерия Богданова-Чеснокова — дама на балконе

## Съёмочная группа
- Авторы сценария: Владимир Воробьёв, Акиба Гольбурт
- Режиссёр-постановщик: Владимир Воробьёв
- Главный оператор: Дмитрий Месхиев
- Главный художник: Исаак Каплан
- Композитор: Александр Колкер
- Автор песен: Ким Рыжов

## История создания
«Труффальдино из Бергамо» — фильм, о котором можно сказать: вначале была музыка. Владимир Воробьёв (который в начале 1970-х возглавил Ленинградский театр музыкальной комедии) изначально мыслил эту картину как мюзикл, поэтому и согласился на постановку при условии, что музыку к ней напишет Александр Колкер. Колкер тогда уже был известным ленинградским композитором, который работал в паре с не менее известным поэтом Кимом Рыжовым. Их дуэт прославился десятками песен.
Все персонажи фильма, как и самой пьесы, полностью соответствуют канону комедии дель арте: это венецианский квартет масок (первый дзанни Бригелла, второй дзанни Труффальдино, доктор Ломбарди, Панталоне), две пары влюблённых (Флориндо — Беатриче, Сильвио — Клариче), Капитан и девушка-дзанни Смеральдина.
Роль в фильме стала первой большой киноработой для Константина Райкина. Кроме него, на главную роль Труффальдино пробовались и другие актёры, среди которых были Олег Даль, Борис Смолкин и Александр Демьяненко.
Между режиссёром фильма Владимиром Воробьёвым и актёром Константином Райкиным весь репетиционный период происходили разного рода трения. Райкин, достаточно долго репетировавший и искавший необходимые нотки образа, вызывал раздражение у динамичного и импульсивного Воробьёва. Из воспоминаний Константина Райкина:
 Он (Владимир Воробьёв) подумал досадливо, помолчал… Потом сказал: «Знаешь что, старик, я под тебя свой характер менять не собираюсь. Поэтому давай приспосабливайся ты ко мне. Вот я так работаю!»
В первый съёмочный день всё изменилось. После отснятого первого дубля раздались аплодисменты, и громче всех — режиссёра.

## Музыка

### Первая серия
- Интерлюдия
- Соло Труффальдино на трубе
- Вступление
- Дуэт Труффальдино и Беатриче (исполняют Михаил Боярский и Валентина Кособуцкая)
- Венеция
- Песня о слуге (исполняет Михаил Боярский)
- Первая песня Труффальдино (исполняют Михаил Боярский и хор)
- Первая песня Сильвио (исполняет Виктор Кривонос)
- Песня Флориндо (исполняет Виктор Костецкий)
- Песня Клариче (исполняет Елена Дриацкая)
- Вторая песня Сильвио (исполняет Виктор Кривонос)

### Вторая серия
- Вступление
- Поединок на шпагах Сильвио и Беатриче (исполняет Виктор Кривонос, Валентина Кособуцкая и Михаил Боярский)
- Третья песня Сильвио (исполняет Виктор Кривонос)
- Вторая песня Труффальдино (исполняют Михаил Боярский и хор)
- Дуэт Смеральдины и Труффальдино (исполняют Михаил Боярский и Елена Дриацкая)
- Вступит полночь в Венецию скоро (исполняет Александр Березняк)
- Песня Беатриче (исполняет Валентина Кособуцкая)
- Венеция (реприза)

Также использована музыка Антонио Вивальди.

## Факты
- Большинство актёров, занятых в фильме, — артисты труппы Ленинградского театра музыкальной комедии.
- Вокальные партии Труффальдино по приглашению режиссёра Владимира Воробьёва исполнял Михаил Боярский, который немногим ранее был не принят в театр к Воробьёву по причине «сиплого голоса»[2].
- В фильме Елена Дриацкая исполняет роль Клариче и одновременно исполняет вокальные партии Смеральдины (играет Наталья Гундарева). В фильме есть эпизод, в котором обе героини поют одним и тем же голосом[2].
- На основе фильма, музыки Колкера и текстов Рыжова поставлен[где?] мюзикл в 2-х действиях «Труффальдино из Бергамо».
- Большая часть фильма снята в павильоне, а натура снималась в Пушкине, в том числе около пандуса Камероновой галереи и в руинах.
- Существует история о том, что по просьбе жены члена Политбюро ЦК КПСС Петра Демичева телефильм «Труффальдино из Бергамо» показывали на дне рождения дочери на даче, что было знаком высокого расположения[4].
- В переводе Михаила Гальперина Бригелла — женщина. В фильме же, как и в оригинале, эту роль исполняет мужчина.